# バングラデシュの大統領
バングラデシュの大統領（バングラデシュのだいとうりょう、ベンガル語: বাংলাদেশের রাষ্ট্রপতি）は、バングラデシュ人民共和国の元首たる大統領である。

## 概要
1971年のバングラデシュの建国以来2回大統領の役割は変わっている。大統領を国の名目上の代表としすべての執行権が首相に与えられた議院内閣制の状態で、バングラデシュは歴史を始めた。1974年に、首相のシェイク・ムジブル・ラフマンの下の政府は議会制から大統領制に切り替った。カレダ・ジアが議会選挙で国の首相になった1991年に議会システムに戻った。
バングラデシュの法は、イギリスの慣習法を基礎におく。1972年の憲法はイギリスをモデルに強い首相の地位、独立した司法、および一院制の立法府を創設した。「第2革命」と呼ばれるこれらの変革で、ムジブルは大統領職を想定した。1975年8月に、彼は中堅レベルの軍将校によって暗殺された。そして、かつての仲間によって率いられた新政府が形成された。
1976年11月に、ジアは、軍法管理長になって、5カ月後のサイエムの引退のときに大統領に就任し、1978年に国政選挙を実行すると約束した。社会主義は「経済的社会的正義」と再定義された。

## 権限
象徴的存在で、行政権は首相率いる内閣にある。ただし内閣と国会が対立した場合、内閣を総辞職させて暫定内閣を組織する。暫定内閣の役員は無党派でなければならず、彼らの任務を完遂するために3カ月が与えられる。暫定内閣では、大統領は防衛省を直接統制する。以下の機能は、平時の際に内閣の助言に基づいて行われる。
機能
- 首相の任命、閣僚の任免権
- 最高裁判所長官の任命
- バングラデシュ選挙委員会委員の任命
- 国会で可決された法案の拒否権
- 恩赦の付与[1]
- バングラデシュ国立大学の学長（名目上）

## 選出
国会が選出する。

## 大統領の一覧
| バングラデシュ臨時政府 (1971-1972)   |                                                                                           |                                  |                                                               |                                  |                                |                  |                               |
| 代                                   | 大統領                                                                                    | 大統領                           | 所属政党                                                      | 期                               | 在任期間                       | 在任期間         | 備考                          |
| 001                                  | シェイク・ムジブル・ラフマン শেখ মুজিবুর রহমান Sheikh Mujibur Rahman                           |                                  | アワミ連盟 （BAL）                                            | －                               | 1971年4月17日 - 1972年1月12日  | 276日            | 拘束任期満了前に辞任          |
| 00－                                 | サイド・ナズルル・イスラム সৈয়দ নজরুল ইসলাম Syed Nazrul Islam                                |                                  | アワミ連盟 （BAL）                                            | －                               | 1972年1月12日 - 1972年1月12日  | 276日            | 大統領代行 （副大統領）       |
| バングラデシュ人民共和国 (1972-現在) |                                                                                           |                                  |                                                               |                                  |                                |                  |                               |
| 代                                   | 大統領                                                                                    | 大統領                           | 所属政党                                                      | 期                               | 在任期間                       | 在任期間         | 備考                          |
| 001                                  | アブ・サイード・チョードリー আবু সাঈদ চৌধুরী Abu Sayeed Chowdhury                              |                                  | アワミ連盟 （BAL）                                            | －                               | 1972年1月12日 - 1973年12月24日 | 1年 + 346日      |                               |
| 00－                                 | ムハマド・ムハマドゥラー মোহাম্মদ মুহম্মদুল্লাহ Mohammad Mohammadullah                            |                                  | アワミ連盟 （BAL）                                            | －                               | 1973年12月24日 - 1974年1月27日 | 34日             | 大統領代行 （下院議長）       |
| 002                                  | ムハマド・ムハマドゥラー মোহাম্মদ মুহম্মদুল্লাহ Mohammad Mohammadullah                            | 1                                | アワミ連盟 （BAL）                                            | 1974年1月27日 - 1975年1月25日    | 1年 + 32日                     |                  |                               |
| 003                                  | シェイク・ムジブル・ラフマン শেখ মুজিবুর রহমান Sheikh Mujibur Rahman                           |                                  | バングラデシュ・クリシャク ・スラミーク・アワミ連盟 （BAKSAL) | －                               | 1975年1月25日 - 1975年8月15日  | 202日            | 在任中に死去                  |
| 004                                  | コンドカル・ムシュタク・アハメド খন্দকার মোশতাক আহমেদ Khondaker Mostaq Ahmad                   |                                  | アワミ連盟 （BAL）                                            | －                               | 1975年8月15日 - 1975年11月6日  | 83日             | 任期満了前に解任              |
| 005                                  | アブ・サダト・ムハマド・サエム আবু সাদাত মোহাম্মদ সায়েম Abu Sadat Mohammad Sayem                  |                                  | アワミ連盟 （BAL）                                            | －                               | 1975年11月6日 - 1977年4月21日  | 1年 + 166日      |                               |
| 006                                  | ジアウル・ラフマン জিয়াউর রহমান Ziaur Rahman                                                 |                                  | 無所属 （軍人）                                               | －                               | 1977年4月21日 - 1978年6月      | 4年 + 39日       |                               |
| 0(6)                                 | ジアウル・ラフマン জিয়াউর রহমান Ziaur Rahman                                                 | 国家主義戦線 （JF）              | 2                                                             | 1978年6月 - 1978年9月1日         |                                | 4年 + 39日       |                               |
| 0(6)                                 | ジアウル・ラフマン জিয়াউর রহমান Ziaur Rahman                                                 | バングラデシュ民族主義党 （BNP） | 2                                                             | 1978年9月1日 - 1981年5月30日     | 新党結成在任中に死去           | 4年 + 39日       |                               |
| 0－                                  | アブドゥス・サタール আব্দুস সাত্তার Abdus Sattar                                               |                                  | 2                                                             | バングラデシュ民族主義党 （BNP） | 1981年5月30日 - 1981年11月20日 | 174日            | 大統領代行 （副大統領）       |
| 007                                  | アブドゥス・サタール আব্দুস সাত্তার Abdus Sattar                                               | 3                                | 1981年11月20日 - 1982年3月24日                                | バングラデシュ民族主義党 （BNP） | 124日                          | 任期満了前に辞任 |                               |
| 00－                                 | フセイン・モハンマド・エルシャド হুসেইন মুহাম্মদ এরশাদ Hussain Muhammad Ershad                  |                                  | 無所属 （軍人）                                               | －                               | 1982年3月24日 - 1982年3月27日  | 3日              | 暫定元首 （戒厳司令官）       |
| 008                                  | アフサヌディン・チョードリー আব্দুস সাত্তার A. F. M. Ahsanuddin Chowdhury                      |                                  | 無所属                                                        | 9                                | 1982年3月27日 - 1983年12月10日 | 1年 + 258日      |                               |
| 09                                   | フセイン・モハンマド・エルシャド হুসেইন মুহাম্মদ এরশাদ Hussain Muhammad Ershad                  |                                  | エルシャド派国民党 （ジャティヤ党）                           | 10                               | 1983年12月11日 - 1986年        | 6年 + 360日      |                               |
| 09                                   | フセイン・モハンマド・エルシャド হুসেইন মুহাম্মদ এরশাদ Hussain Muhammad Ershad                  | 11                               | エルシャド派国民党 （ジャティヤ党）                           | 1986年 - 1990年12月6日           | 任期満了前に辞任               | 6年 + 360日      |                               |
| 00－                                 | シャハブッディン・アーメド শাহাবুদ্দিন আহমেদ Shahabuddin Ahmed                                  | 11                               |                                                               | 無所属                           | 1990年12月6日 - 1991年10月10日 | 308日            | 大統領代行 （最高裁判所長官） |
| 010                                  | アブドゥル・ラフマン・ビスワス আব্দুর রহমান বিশ্বাস Abdur Rahman Biswas                         |                                  | バングラデシュ民族主義党 （BNP）                              | 12                               | 1991年10月10日 - 1996年10月9日 | 4年 + 365日      |                               |
| 011                                  | シャハブッディン・アーメド শাহাবুদ্দিন আহমেদ Shahabuddin Ahmed                                  |                                  | 無所属                                                        | 13                               | 1996年10月9日 - 2001年11月14日 | 5年 + 36日       |                               |
| 012                                  | A・Q・M・バドルッドジャ・チョードゥリー এ.কিউ.এম. বদরুদ্দোজা চৌধুরী A. Q. M. Badruddoza Chowdhury |                                  | バングラデシュ民族主義党 （BNP）                              | 14                               | 2001年11月14日 - 2002年6月21日 | 219日            |                               |
| 00－                                 | ムハマド・ジャミルディン・シルカル জমীরুদ্দিন সরকার Muhammad Jamiruddin Sircar                 |                                  | バングラデシュ民族主義党 （BNP）                              | 14                               | 2002年6月21日 - 2002年9月6日   | 77日             | 大統領代行（国会議長）        |
| 013                                  | イアジュディン・アハメド ইয়াজউদ্দিন আহম্মেদ Iajuddin Ahmed                                     |                                  | 無所属                                                        | 15                               | 2002年9月6日 - 2009年2月12日   | 6年 + 159日      |                               |
| 014                                  | ジルル・ラーマン জিল্লুর রহমান Zillur Rahman                                                  |                                  | アワミ連盟 （BAL）                                            | 16                               | 2009年2月12日 - 2013年3月20日  | 4年 + 36日       | 在任中に死去                  |
| 00－                                 | アブドゥル・ハーミド আব্দুল হামিদ Abdul Hamid                                                 |                                  | アワミ連盟 （BAL）                                            | 16                               | 2013年3月14日 - 2013年4月24日  | 41日             | 大統領代行 （国民議会議長）   |
| 015                                  | アブドゥル・ハーミド আব্দুল হামিদ Abdul Hamid                                                 | 17                               | アワミ連盟 （BAL）                                            | 2013年4月24日 - 2018年4月24日    | 10年 + 0日                     |                  |                               |
| 015                                  | アブドゥル・ハーミド আব্দুল হামিদ Abdul Hamid                                                 | 18                               | アワミ連盟 （BAL）                                            | 2018年4月24日 - 2023年4月24日    | 10年 + 0日                     |                  |                               |
| 016                                  | モハンマド・シャハブッディン মোহাম্মদ সাহাবুদ্দিন Mohammad Shahabuddin                            |                                  | アワミ連盟 （BAL）                                            | 19                               | 2023年4月24日 - （現職）       | 1年 + 323日      |                               |